# Amtsgericht Oberkaufungen
Das Amtsgericht Oberkaufungen war ein preußisches Amtsgericht mit Sitz in Oberkaufungen.

## Vorgeschichte
In Kurhessen erfolgte 1821 die Trennung der Rechtsprechung von der Verwaltung, und für die Rechtsprechung wurden Justizämter, darunter das Justizamt Oberkaufungen, eingerichtet. Es war dem Obergericht für die Provinz Niederhessen zugeordnet.

## Geschichte
Mit der Annexion Kurhessens durch Preußen 1866 wurden in der neuen Provinz Hessen-Nassau Amtsgerichte eingerichtet. Das Justizamt Oberkaufungen wurde entsprechend in das Amtsgericht Oberkaufungen umgewandelt. Es war dem Kreisgericht Kassel zugeordnet. Mit der Einführung der Reichsjustizgesetze entstanden 1879 reichsweit einheitlich Amtsgerichte. Das Amtsgericht Oberkaufungen behielt damit seinen Namen und erhielt die neuen Funktionen. Es war nun eines der 34 Amtsgerichte im Bezirk des Landgerichtes Kassel. Am Gericht bestand eine Richterstellen. Es war damit ein kleines Amtsgericht im Landgerichtsbezirk. Sein Gerichtsbezirk umfasste aus dem Landkreis Kassel die Gemeindebezirke Eiterhagen, Eschenstruth, Helsa, Niederkaufungen, Nieste, Oberkaufungen, Wattenbach und Wellerode und die Gutsbezirke Oberförsterei Melsungen, Oberkaufungen, Oberförsterei Rottebreite, Oberförsterei Wellerode und Windhausen mit Hof Sensenstein.
Das Amtsgericht Oberkaufungen wurde im Zweiten Weltkrieg zum 15. Juni 1943 zunächst Zweigstelle des Amtsgerichts Kassel, dann 1945 aufgehoben und zum 1. Juni 1948 erneut als Zweigstelle eröffnet. Zum 1. Dezember 1964 wurde die Zweigstelle Oberkaufungen endgültig geschlossen.

## Amtsgerichtsgebäude
Das Amtsgerichtsgebäude (Leipziger Straße 447) wird heute als Wohn- und Geschäftshaus genutzt.